# Anita Rocha da Silveira
Anita Rocha da Silveira, née le 7 mai 1985 à Rio de Janeiro, est une cinéaste brésilienne,,.

## Biographie
Anita Rocha da Silveira est diplômée en cinéma à l'Université pontificale catholique de Rio de Janeiro. Elle travaille comme monteuse et scénariste. Elle réalise des courts métrages. En 2012, elle participe à Fábrica do Cinema do Mundo, un projet mené en partenariat entre l'Institut français et le Festival de Cannes, afin de tourner son premier long métrage, Mate-me Por Favor. Le film est primé au Festival international du film de Rio et il est sélectionné à la Mostra de Venise. Son deuxième long métrage Medusa est présenté lors de la Quinzaine des réalisateurs du Festival de Cannes 2021,,.

## Filmographie
Sauf indication contraire, les informations mentionnées dans cette section peuvent être confirmées par la base de données cinématographiques IMDb,  présente dans la section « Liens externes ».

### Longs métrages
- 2015 : Mate-me Por Favor
- 2021 : Medusa

### Courts métrages
- 2008 : O vampiro do meio-dia
- 2010 : Handball (Handebol)
- 2012 : Les Morts-vivants (Os Mortos-Vivos)

## Distinctions
Sauf indication contraire, les informations mentionnées dans cette section peuvent être confirmées par la base de données cinématographiques IMDb,  présente dans la section « Liens externes ».

### Récompenses
- Curta Cinema[Quoi ?][Quand ?] : Prix spécial du jury pour Handball[réf. nécessaire]
- Festival d'Oberhausen[Quand ?] : Prix de la critique internationale (Prix FIPRESCI) pour Handball[réf. nécessaire]
- Festival de Rio de Janeiro 2015 : Meilleure réalisation de fiction pour Mate-me Por Favor

### Sélections
- Mostra de Venise 2015 : en compétition pour le prix Venice Horizons pour Mate-me Por Favor
- Festival de Cannes 2021 : sélection Quinzaine des réalisateurs pour Medusa